# NGC 2494
NGC 2494 је спирална галаксија у сазвежђу Једнорог која се налази на NGC листи објеката дубоког неба.
Деклинација објекта је - 0° 38' 15" а ректасцензија 7h 59m 7,2s. Привидна величина (магнитуда) објекта NGC 2494 износи 13,4 а фотографска магнитуда 14,3. NGC 2494 је још познат и под ознакама IC 487, UGC 4141, MCG 0-21-1, CGCG 3-2, IRAS 07565-0030, PGC 22377.